# Brazilieni albi
Brazilienii albi (în portugheză Brasileiros brancos) constituie 47,73% din populația Braziliei sau 91,05 mln. de oameni. De remarcat faptul că proporția relativă a brazilienilor albi a scǎzut fațǎ de recensǎmântul din 2000, atunci albi s-au declarat 53,7% din populația țǎrii. După Statele Unite, Brazilia are cea mai mare populație de albi din America, cea mai mare din emisfera sudică, și a treia pe Glob, după SUA și Rusia. Această populație își are originile în Portugalia, Italia, Spania, Germania, Liban, Siria, Polonia, Ucraina. Chiar dacă găsim în orice colț al țării populația albă, ea predomină în partea de Sud și Sud-Est.

## Imigrația europeană
La sfârșitul secolului al XIX-lea - începutul secolului XX, în statele Americii de Sud (în special în Brazilia, Argentina și Uruguay), sosesc mase de europeni. Mulți oameni se salvau din calea conflictelor din Europa (internaționale, războaie civile și conflicte etnice). Parte a migranților a fost atrasǎ de noi oportunități agricole și de dezvoltare a terenurilor virgine: Sertão. În această perioadă, Brazilia primește aproximativ 5.000.000 de imigranți europeni. Masa principalǎ a sosiților era constituitǎ din popoare latine: italieni, spanioli și portughezi. Dar deasemea au venit germani, francezi, polonezi, evrei, libanezi și ucraineni. Majoritatea europenilor imigrați recent, de obicei, se stabiliau la latitudini mai temperate (Brazilia de Sud și de Sud-Est), unde populația neagrǎ era minoritarǎ și condițiile geografice se asemǎnau cu cele din Europa. Guvernele țărilor din America Latină, o perioadă lungă de timp, au sprijinit oficial, o politicǎ de susținere a imigrației europene, ducând astfel o politicǎ de "albire" a populației indingene și de culoare. La sfârșitul secolului al XIX-lea, ponderea albilor din populația țării era de numai aproximativ 25% (75% negri și mulatri).

## Informație demografică
| An   | Populație  | % din tot. pop. | % creștere/desc. |
| ---- | ---------- | --------------- | ---------------- |
| 1872 | 3,787,289  | 38,1%           | ▬                |
| 1890 | 6,302,198  | 44,0%           | ▲ 66,4%          |
| 1940 | 26,171,778 | 63,3%           | ▲ 76,0%          |
| 1950 | 32,027,661 | 61,6%           | ▲ 22,4%          |
| 1960 | 42,838,639 | 61,0%           | ▲ 33,7%          |
| 1980 | 64,540,467 | 54,2%           | ▲ 50,6%          |
| 1991 | 75,704,927 | 51,7%           | ▲ 17,3%          |
| 2000 | 91,298,042 | 53,7%           | ▲ 20,6%          |
| 2010 | 91,051,646 | 47,7%           | ▼ 0,3%           |